# Upoto
Upoto est le nom d'une tribu (parfois aussi dénommée Bapoto, Foto, Mafoto, Poto, Upoto) et d'un village situé sur la rive droite du fleuve Congo, maintenant devenu un district de Lisala dans la province de Mongala en République démocratique du Congo.

## Histoire

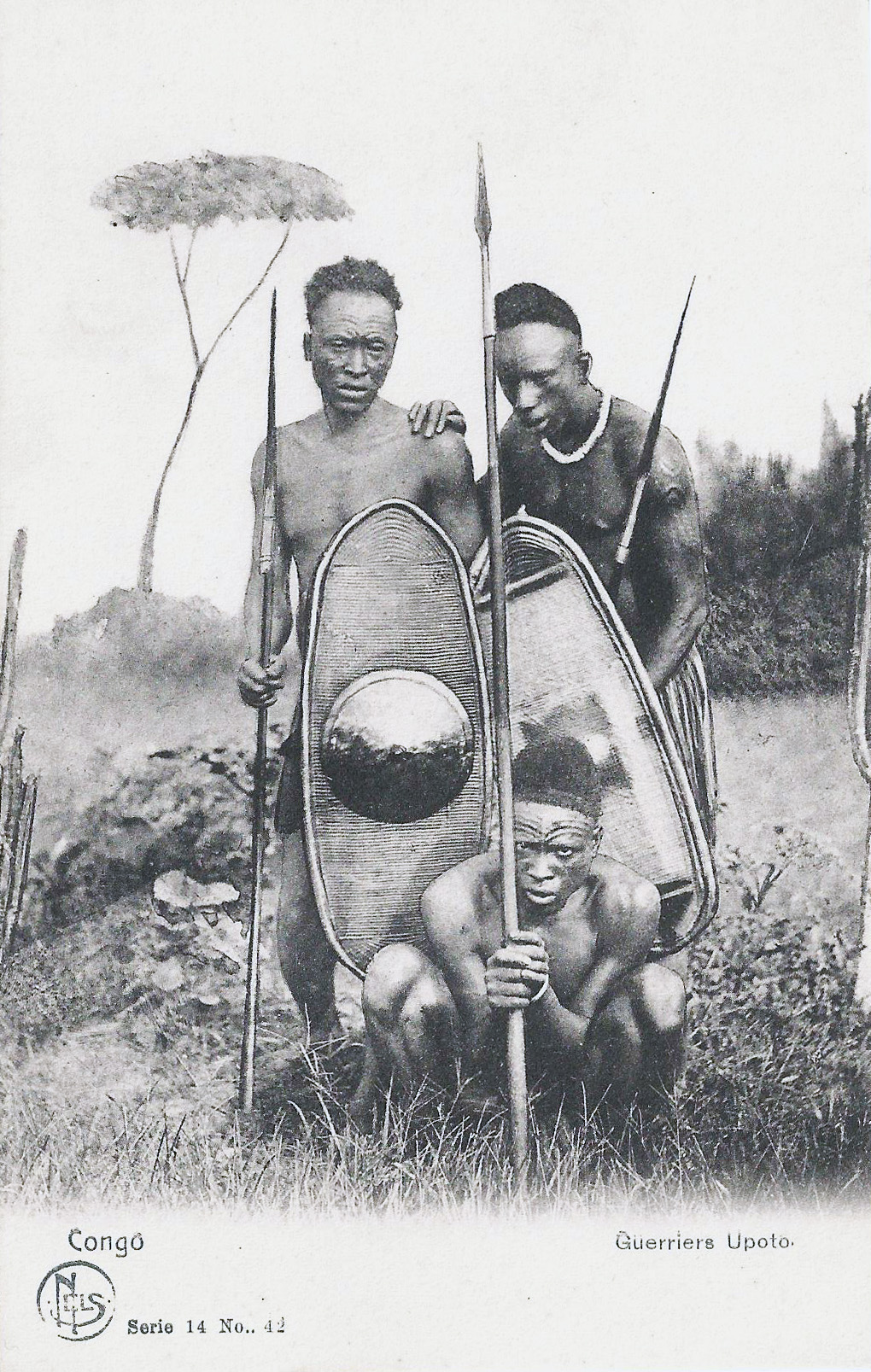
Guerriers Upoto-Congo au début du siècle (entre 1900 et 1906).

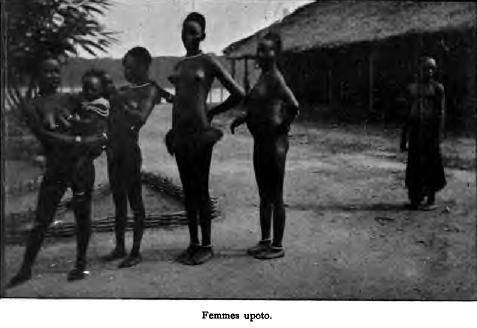
Groupe de femmes Upoto en 1900.

En juin 1884, le capitaine Hanssens de l'Association internationale du Congo crée une station dénommée « Upoto », sur la rive droite du Congo au-dessus du confluent de la rivière Mongala.
Un poste militaire y est fondé en 1888-1889 par une expédition belge dirigé par Francis Dhanis.

## Culture
la pratique du limage des dents était courante dans la région, mais la tribu Upoto avait une spécificité : on y taillait une seule dent chez les hommes et deux chez les femmes.

## Galerie de photos

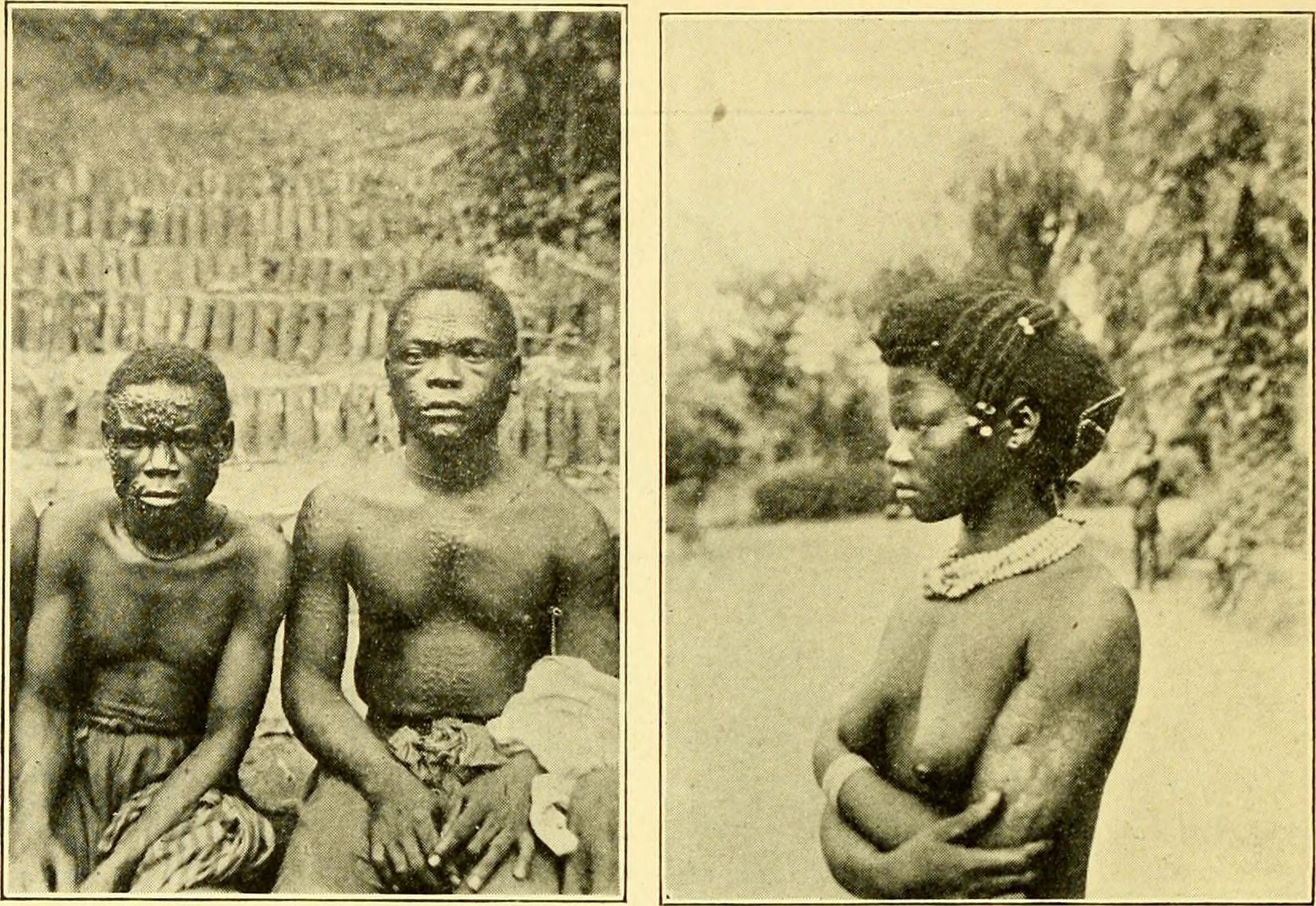
Scarifications, coiffure (nov 1918).
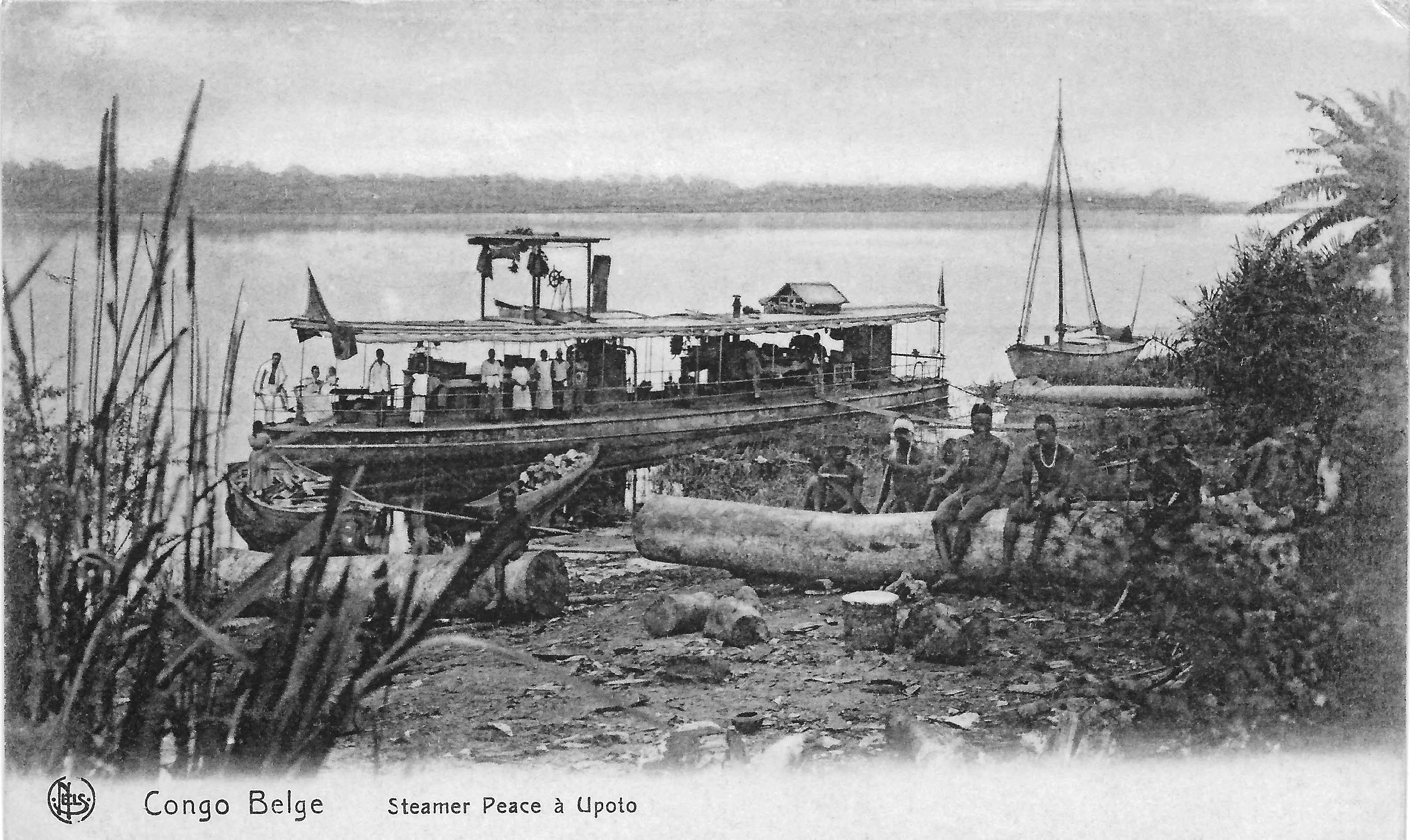
bateau à vapeur (missionnaires).
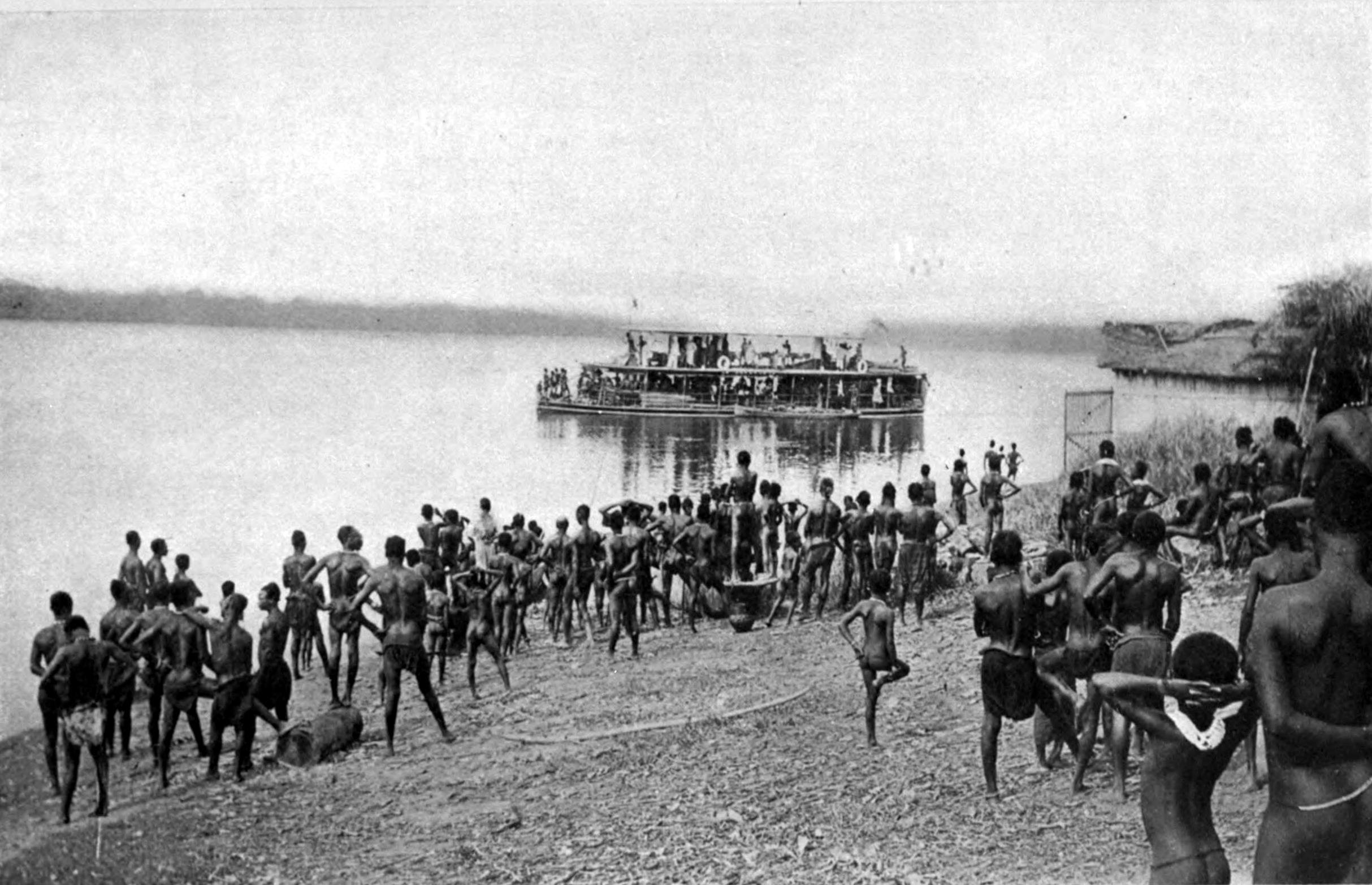
Départ du SS. Goodwill (avant 1905).
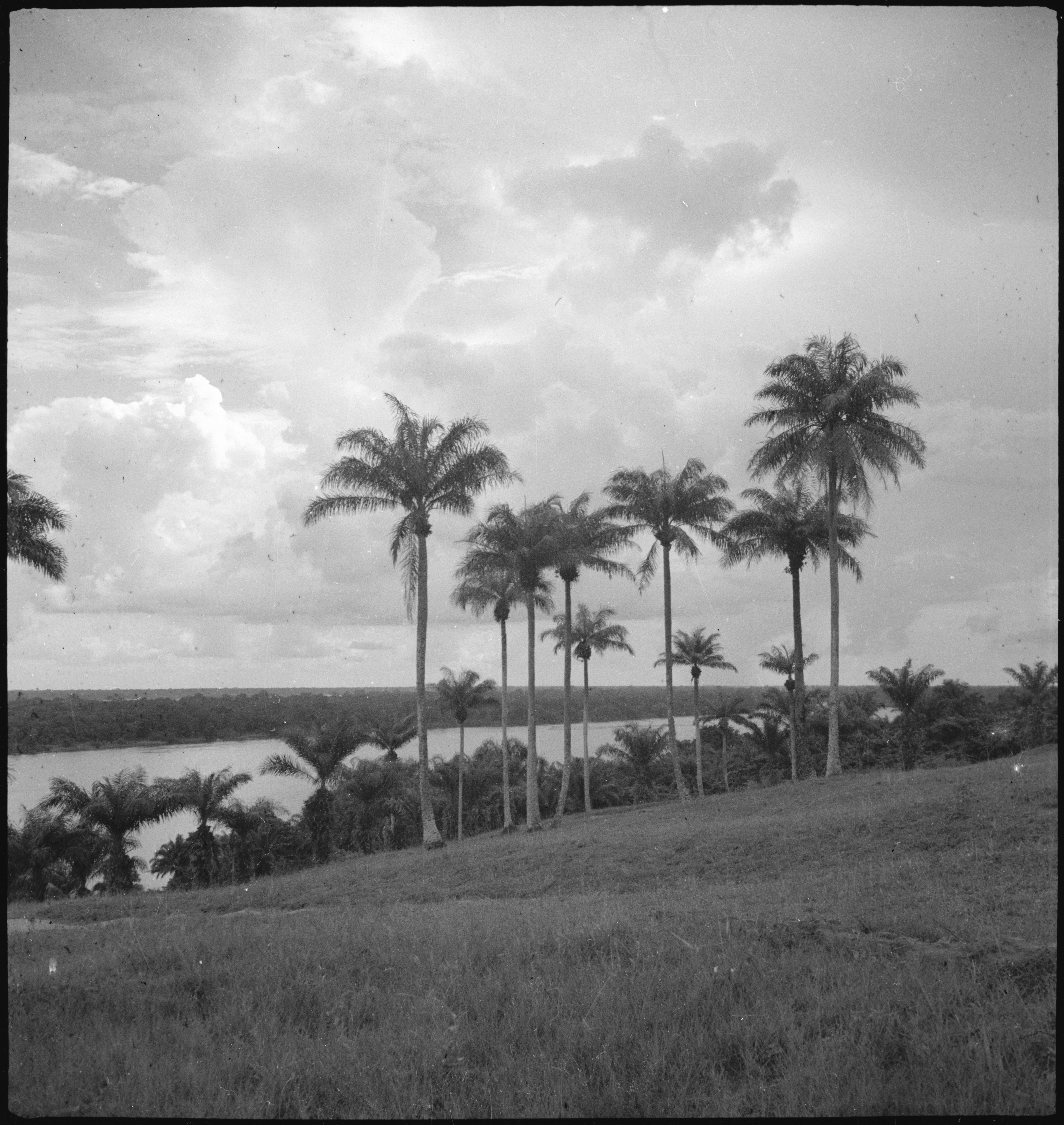
Près d'Upoto (1941-1942).